# Peter Brabeck-Letmathe
Peter Brabeck-Letmathe (Villach, Austria, 13 de noviembre de 1944) es un antiguo director ejecutivo del Grupo Nestlé. 
Bracbeck-Letmathe nació en una familia con sus orígenes en Iserlohn-Letmathe en el Noroeste de Alemania. Después de completar sus estudios en economía en la Universidad de World Trade (hoy, Vienna University of Economics and Business Administration) en Viena, Peter Brabeck se unió a Nestlé en 1968 en Austria como vendedor, después se convirtió en un especialista para nuevos productos. Su carrera dentro del Grupo se comprendió casi 10 años en Chile (1970-1980), primero como Director Nacional de Ventas y después como director de 
En 2005 en una entrevista en video aseguró lo siguiente hablando del agua: 
“Hay dos opciones diferentes en el tema. La primera, que creo que es extrema, representada por las ONG’s que hablan repetitivamente sobre el agua como un derecho público. Eso significa que como ser humano tienes el derecho de tener agua. El otro punto de vista es de ver al agua como un producto alimenticio como cualquier otro, y como producto alimenticio debería tener un valor comercial. Personalmente creo que lo mejor es darle un precio a los productos alimenticios, así todos somos conscientes de que tiene su precio, y luego uno debe tomar medidas específicas para esa parte de la población que no tiene acceso al agua, y ahí hay muchas posibilidades diferentes”.''[cita requerida]
Sus palabras fueron material para hacer controvertidas portadas de titulares.